# Ласкаво просимо до Вінфілду
Ласкаво просимо до Вінфілду (англ. Welcome to Winfield) — перший сегмент 17-го епізоду 1-го сезону телевізійного серіалу «Зона сутінків».

## Сюжет
Головний герой епізоду, молодий чоловік на ім'я Метт Вайнакер, знаходиться в лікарні у тяжкому стані. Вночі до нього приїжджає невідомий чоловік на новому автомобілі білого кольору, одягнений у білий костюм. Чим швидше незнайомець наближається до палати, де знаходиться Метт, тим гірше почуває себе хворий. Перебуваючи у цілковитому розпачі, Метт просить свою супутницю, яка в цей час знаходиться поруч із ним, врятувати його. Після цього вона забирає Метта й виїжджає з ним у маленьке периферійне містечко Вінфілд. Незнайомець відчиняє двері палати Метта, але не знаходить його там. Однак він здогадується, куди саме вивезли Метта, й також відправляється у Вінфілд. В результаті чоловік потрапляє до патріархального провінційного населеного пункту, в якому життєвий уклад залишився незмінним ще з часів Дикого Заходу. Місцеві жителі дивляться на нову автівку та на самого незнайомця як на диво світу. Чоловік тим часом виходить з авто та починає дивитися на карту, намагаючись збагнути, де зараз він знаходиться. Мешканці Вінфілду, згуртувавшись біля нього, виражають крайню ступінь цікавості, однак не наважуються заговорити з незнайомцем першими. Врешті-решт розмова між ними зав'язується — виявляється, що таємничого чоловіка звуть Ґріффін Сент-Джордж, і що він шукає молодого хлопця на ім'я Метт, який зараз переховується у Вінфілді. Проте ніхто з жителів Вінфілду не знає й жодного разу не бачив його. Один з місцевих мешканців запитує Ґріффіна, ким і де він працює, на що чоловік відповідає, що його рід діяльності можна охарактеризувати словом «експропріатор», яке виявилося незнайомим його співрозмовникам. В цей час Метт розповідає своїй супутниці, що Ґріффін Сент-Джордж є «кур'єром» Смерті, та зізнається, що він шукає його, бо час земного життя Метта добіг кінця. В ході бесіди Ґріффіна з мешканцями Вінфілда виявляється, що останнім вже виповнилося більш ніж сто років і що попередник Сент-Джорджа на посаді «кур'єра» Смерті дозволив їм жити далі, бо вони ніколи нікому не робили нічого поганого. Вони починають благати, щоб Сент-Джордж забрав їх замість Метта, бо вони всі живуть на Землі вже більше століття, а хлопцеві, якого він шукає, виповнилося тільки двадцять років і він ще повинен жити. Самопожертва жителів Вінфілду починає дратувати Сент-Джорджа, він продовжує наполягати на тому, щоб забрати саме хлопця, бо це розпорядження самої Смерті. В цей час з'являється Метт та заявляє, що Сент-Джордж може забирати його. Однак мешканці Вінфілду знову заступаються за хлопця, благаючи, щоб Сент-Джордж забрав все-таки їх. Наприкінці епізоду Ґріффін Сент-Джордж проявляє великодушність та дозволяє Метту й мешканцям Вінфілду жити далі, наголосивши, однак, що заїде за ними років через сто-двісті. Після цього Сент-Джордж від'їжджає з Вінфілду та зникає разом з автівкою в небесному просторі.

## Початкова оповідь
«Час відвідувань у Головному міському госпіталі добіг кінця, однак цьому чоловікові не потрібен дозвіл для того, щоб увійти туди. Часто він навідується до таких місць тоді, коли інші відвідувачі вже покидають їх, пред'являючи пропуск, надрукований у Зоні сутінків».

## Заключна оповідь
«Зараз ми покидаємо живописний Вінфілд, який населяє шістдесят два чоловіка, їхній середній вік становить сто дванадцять років. Тут більше нема чого робити, однак ми займаємося цим дуже багато часу. Подивись на розбитий шлях, що лежить на південь від небуття, на путівцях Зони сутінків».

## Ролі виконують
- Джон Калірі — Метт Вайнакер
- Джерріт Грехем — Ґріффін Сент-Джордж
- Еліза Кук — Велдон
- Алан Ф'юдж — шериф
- Генрі Гібсон — міський голова Вінфілда
- Джоан Вайлет — Лорі Бодел
- Денніс Фімпл — Рей Боб
- Чіп Геллер — Елтон
- Клаудія Браяр — мешканка Вінфілду
- Дейв Морік — мешканець Вінфілду

## Прем'єра
Прем'єрний показ епізоду відбувся у Великій Британії та США 7 лютого 1986.